# 沖縄美ら島財団

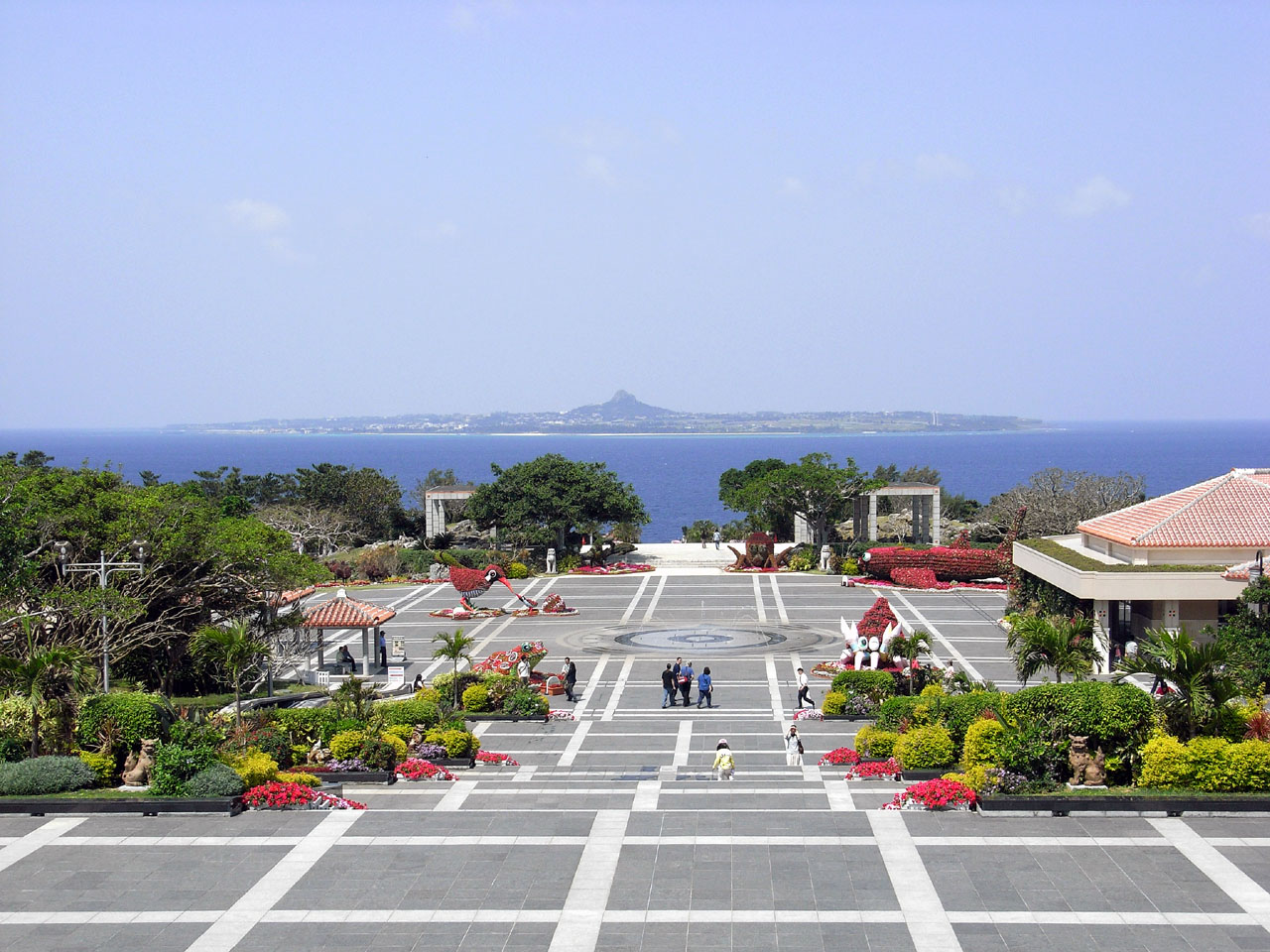
国営沖縄記念公園（海洋博覧会地区）

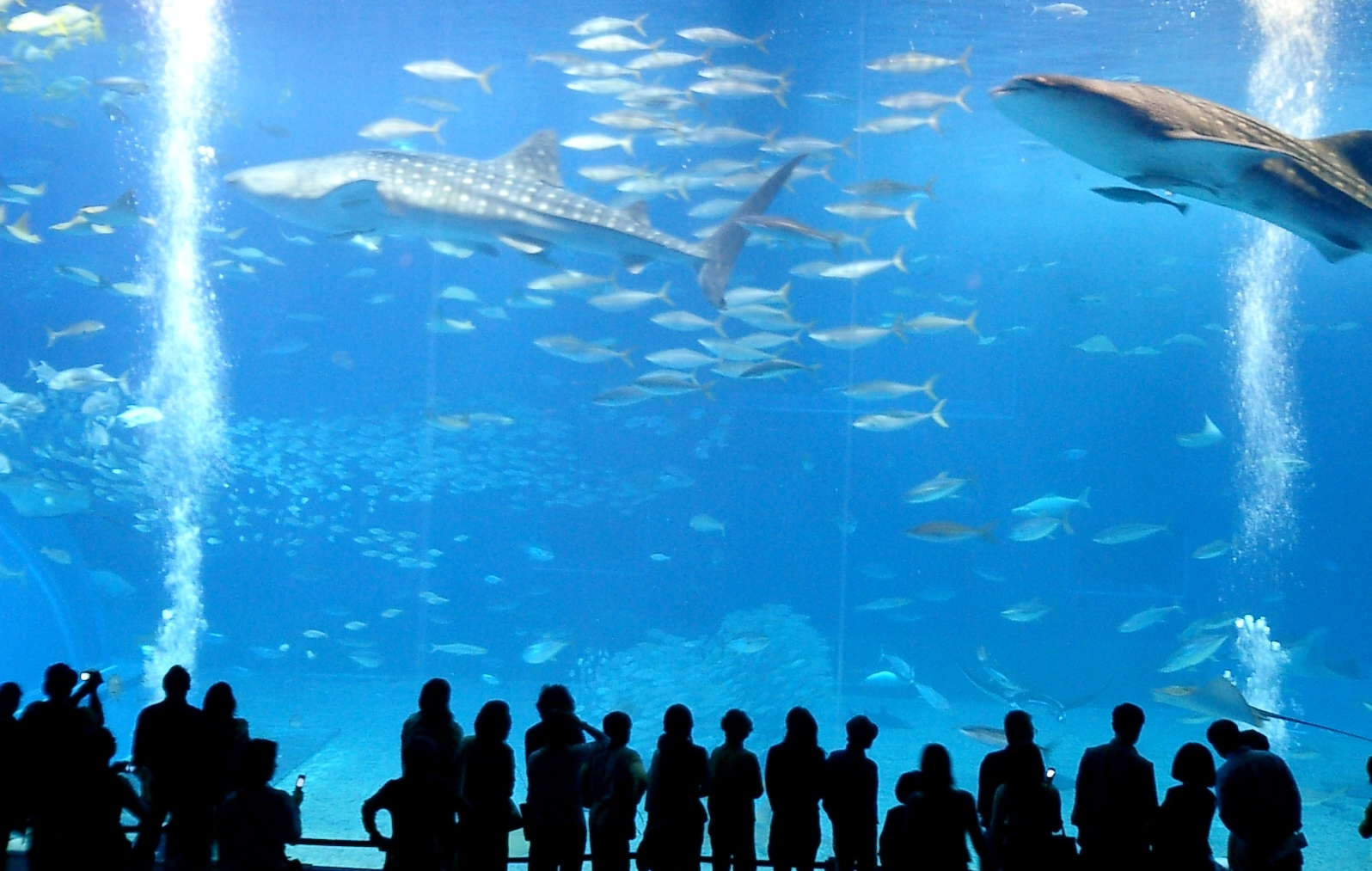
沖縄美ら海水族館のジンベイザメ

首里城正殿

一般財団法人沖縄美ら島財団（おきなわちゅらしまざいだん）は、日本の沖縄県にある一般財団法人。
調査研究・普及啓発・公園管理等を事業の柱としており、同県国頭郡本部町と那覇市に分かれて所在する国営沖縄記念公園（旧称 : 国営沖縄海洋博覧会記念公園）の管理・運営を行っている。分かれて所在している同公園のうち、前者は亜熱帯性動植物に関する調査研究や教育等を目的とした沖縄美ら海水族館などを、後者は首里城に関する調査研究や展示施設などをそれぞれ擁している。

## 歴史
- 1976年（昭和51年）7月16日 : 財団法人海洋博覧会記念公園管理財団として設立する。
- 1976年（昭和51年）8月 : 国営沖縄海洋博覧会記念公園が一部開園したことに伴い、公園維持管理業務を開始する。
- 1992年（平成4年）8月 : 首里城公園を管理するための寄附行為変更が認可される。
- 1992年（平成4年）11月 : 国営沖縄記念公園首里城地区と周辺の沖縄県営公園の一部（城郭など）の公園維持管理業務を開始する。
- 2012年（平成24年）10月 : 一般財団法人に移行するとともに、沖縄美ら島財団に改称する。
- 2019年（令和元年）10月31日：管理下にあった首里城の正殿・南殿・北殿などを全焼させる。

## 首里城焼失
2019年10月31日未明、管理下にあった首里城で火災が発生し、正殿・南殿・北殿など主要な建物が全焼するなど計4836平方メートルが被害を受けた。
火災直後に財団理事長が記者会見を開き当時の対応などを説明したが、その後相次いで訂正したほか、消防との公式発表などとは複数の矛盾が生じている。しかし、財団は現時点で火災時の対応などの記者会見を拒否している。

### 判明した矛盾点や発表の訂正
| 財団                                                     | 消防発表 |
| -------------------------------------------------------- | --- |
| 正殿そばの放水銃には火災の熱で近づけなかった             | 放水銃の蓋が開かない状態になっていた                                                                         |
| 正殿内部は通電しないように、警備員がブレーカーを落とした | ブレーカーを落としたかは不明                                                                                 |
| 午前1時20分に警備員が正殿内部を巡回した                  | 前日の午後9時35分に施錠し、それ以降は外部からみていただけ（火災発生までおよそ5時間、誰も巡回していなかった） |